# .th
.th là tên miền Internet cấp quốc gia (CcTLD) của Vương quốc Thái Lan do Viện Công nghệ châu Á quản lý.